# Ambient house

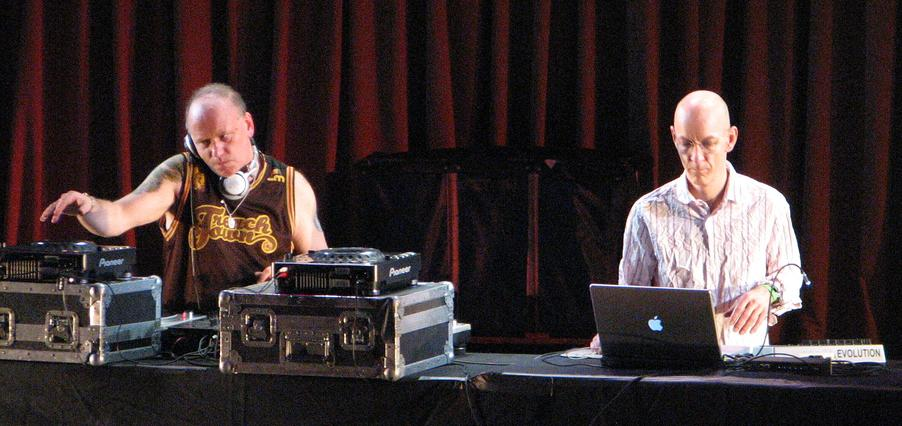
The Orb

Ambient house – rodzaj muzyki house, który powstał w latach 80. XX wieku. Określa się go jako acid house z elementami ambientu. Utwory tego typu głównie nie posiadają diatonicznego centrum. Głównymi przedstawicielami tegoż gatunku są Juno Reactor, Pete Namlook i Tetsu Inoue. Nurt ten wywarł wpływ na powstanie stylów muzycznych ambient techno i ambient trance.